# Judikael Magique Goualy
Judikael Magique Goualy oder kurz Judikael Magique bzw. Magique (* 21. Januar 1993 in Abidjan) ist ein ivorischer Fußballspieler.

## Karriere
Magique spielte in der Nachwuchsabteilung von Académica de Coimbra und wurde hier 2012 Profifußballspieler. Nachdem er die Spielzeit 2012/13 an CD Trofense ausgeliehen wurde, blieb er die nachfolgenden zwei Spielzeiten im Mannschaftskader behalten.
Für die Saison 2015/16 wurde Magique die türkische TFF 1. Lig an Şanlıurfaspor ausgeliehen. Nach einer halben Spielzeit verließ er diesen Verein wieder.